# Ивановский, Владимир Сергеевич

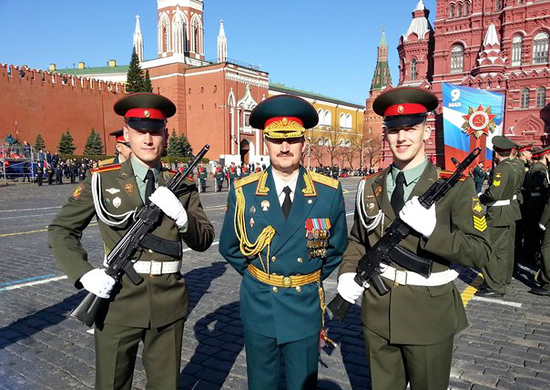
Красная площадь, 2013 год.

Влади́мир Серге́евич Ивано́вский (род. 24 апреля 1967, пос. Бигосово, Верхнедвинский район, Витебская область, БССР, СССР) — российский военный деятель, генерал-лейтенант, руководитель инновационного технополиса «Эра». Доктор технических наук, профессор. Заслуженный деятель науки Российской Федерации.
Начальник Главного управления военной полиции Министерства обороны Российской Федерации (2016—2019).

## Биография
Родился в посёлке Бигосово (с 2010 года — агрогородок, центр Бигосовского сельсовета) Верхнедвинского района Витебской области Белорусской ССР.
В 1988 году окончил Волжское высшее военное строительное командное училище. В Вооружённых Силах СССР, а впоследствии и России, командовал взводом, ротой, занимал должности в штабных подразделениях. В 1997 году окончил Военную академию имени М. В. Фрунзе, в 2001 году — Военную академию Генерального штаба Вооружённых Сил Российской Федерации.
В 2003 году назначен на должность начальника штаба Федеральной службы специального строительства Российской Федерации. С 2004 года — начальник Военно-технического университета при Федеральном агентстве специального строительства.
В 2012 году возглавил Военную академию тыла и транспорта (в настоящее время Военная академия материально-технического обеспечения имени генерала армии А. В. Хрулева)
В августе 2016 года Указом Президента Российской Федерации назначен на должность начальника Главного управления военной полиции Министерства обороны Российской Федерации. О назначении стало известно 14 августа 2016 года: «Все документы о назначении Владимира Ивановского на новую должность подписаны, его назначение состоялось на этой неделе», — сообщил агентству ТАСС источник в министерстве.
25 декабря 2016 года СМИ сообщили, что Ивановский мог находиться на борту разбившегося под Сочи самолёта Ту-154, однако родственники генерала сообщили, что он на рейс не попал, в последний момент оставшись в Санкт-Петербурге.
С декабря 2019 года — руководитель инновационного технополиса «Эра».
С ноября 2021 года занимает должность  зампреда правительства Орловской области по развитию инфраструктуры

## Награды и почётные звания
Удостоен ряда государственных, ведомственных и других наград, среди них:
- орден «За военные заслуги»;
- медаль ордена «За заслуги перед Отечеством» II степени[1];
- медаль «За заслуги перед Чеченской Республикой» (24 марта 2017) — за вклад в дело укрепления мира, международной и региональной безопасности и стабильности, в условиях, сопряженных с риском для жизни[6];
- Почётная грамота Президента Российской Федерации[1];
- орден святителя Николая Чудотворца III степени (Российский императорский дом в эмиграции);
- орден святого благоверного великого князя Димитрия Донского III степени Русской православной церкви[7];
- многие ведомственные и общественные медали Российской Федерации.

Удостоен почётных званий:
- Заслуженный деятель науки Российской Федерации[1];
- Почётный строитель России[1];